# Luxemburgische Badmintonmeisterschaft 2019
Die Luxemburgische Badmintonmeisterschaft 2019 fand vom 2. bis zum 3. Februar 2019 in Junglinster statt. 

## Medaillengewinner
| Disziplin    | Gold                          | Silber                             | Bronze                      |
| ------------ | ----------------------------- | ---------------------------------- | --------------------------- |
| Herreneinzel | Robert Mann                   | Mattias Sonderskov                 | Léo Hölzmer                 |
| Herreneinzel | Robert Mann                   | Mattias Sonderskov                 | Yves Hoffmann               |
| Dameneinzel  | Myriam Havé                   | Léa Genson                         | Zoé Sinico                  |
| Herrendoppel | Eric Solagna Mike Vallenthini | Akis Thomas Juno Thomas            | Yann Hellers Yves Hoffmann  |
| Herrendoppel | Eric Solagna Mike Vallenthini | Akis Thomas Juno Thomas            | Jérôme Pauquet Marc Solagna |
| Damendoppel  | Myriam Havé Joëlle Jungbluth  | Marie Goedert Aude Meyer           | Julie Aulner Annick Weides  |
| Damendoppel  | Myriam Havé Joëlle Jungbluth  | Marie Goedert Aude Meyer           | Léa Genson Maira Zieser     |
| Mixed        | Jo Ast Muriel Fixemer         | Ted Sanches De Pina Sophie Kieffer | Pit Dogs Lisi Gallion       |
| Mixed        | Jo Ast Muriel Fixemer         | Ted Sanches De Pina Sophie Kieffer | Ronny Sadler Cidalia Bento  |